# Фукуда, Такэо
Фукуда Такэо (яп. 福田 赳夫 Такэо Фукуда, 14 января 1905 — 5 июля 1995) — политический и государственный деятель, а также премьер-министр Японии. Один из известных лидеров Либерально-демократической партии (ЛДП).
Окончил Токийский университет в 1929 году.

## Политическая карьера
В политику пришел из среды высшей государственной бюрократии. С 1929 года находился на разных постах в Министерстве финансов. В ЛДП унаследовал руководство фракцией Н. Киси, которую возглавлял до 1986 года. Один из главных политических соперников К. Танаки, выступал как противник его плана «преобразования Японских островов». В кабинете Танаки (1973) Фукуда занимал пост министра финансов.
Премьер-министр в 1976-1978 годах. Осуществил организационную реформу ЛДП, предусматривавшую формальное упразднение фракций, учреждение Народной ассоциации в защиту свободного общества (Дзию кокумин кайги), увеличение (с 500 тыс. до 2 млн.) числа членов партии. В период пребывания его у власти был подписан Японо-китайский договор о мире и дружбе (1978). В 1978 году сформулировал основные принципы японской политики в Азии.